# KDE e.V.

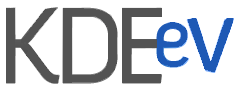
Logo de KDE e.V.

KDE e.V. es una fundación sin ánimo de lucro, que representa a la comunidad de KDE  en asuntos legales y financieros. Esta fundación, fue registrada como una asociación en 1997 bajo la ley alemana.

## Historia
La Asociación fue fundada originalmente para crear una entidad legal capaz de representar al Proyecto KDE en la Fundación KDE Free Qt. La creciente popularidad de KDE también hizo necesario establecer una capa organizativa delegada capaz de manejar todos los intereses legales y financieros de los desarrolladores de KDE. En 1997, KDE e.V. Estaba registrada como asociación de derecho alemán. El "e.V." Significa "eingetragener Verein" que significa "asociación registrada".

## Funciones
Las funciones de esta fundación, son entre otras,:
- Encargarse de los temas legales de KDE.
- El control de transferencia financieras.
- Publicar informes cuatrimestrales de sus actividades.[4]
- Contratación de personal a tiempo completo.
- Organización de eventos anuales Akademy

## Miembros de la junta directiva
KDE e.V. tiene numerosos miembros de los cuales solo algunos de ellos, forman parte de la junta directiva:
La primera junta directiva, se formó en 1998; que estaba compuesta por:
- Matthias Ettrich, como presidente.
- Kalle Dalheimer, como vicepresidente y tesorero.
- Martin Konold, como vicepresidente.
- Michael Renner, como vocal

Aunque actualmente, está formada por:
- Lydia Pintscher, como presidente.
- Marta Rybczynska, como vicepresidente y tesorero.
- Aleix Pol i Gonzàlez, como vicepresidente.
- Albert Astals Cid, como vocal
- Sandro Andrade, como vocal